# Glen Lyn
Glen Lyn est une municipalité américaine située dans le comté de Giles en Virginie. Lors du recensement de 2010, Glen Lyn compte 115 habitants.

## Géographie
Glen Lyn est située sur la New River, à la frontière avec la Virginie-Occidentale.
Selon le Bureau du recensement des États-Unis, la municipalité s'étend sur 0,74 mille carré (1,92 km2) dont 0,09 mille carré (0,23 km2) d'étendues d'eau.

## Histoire

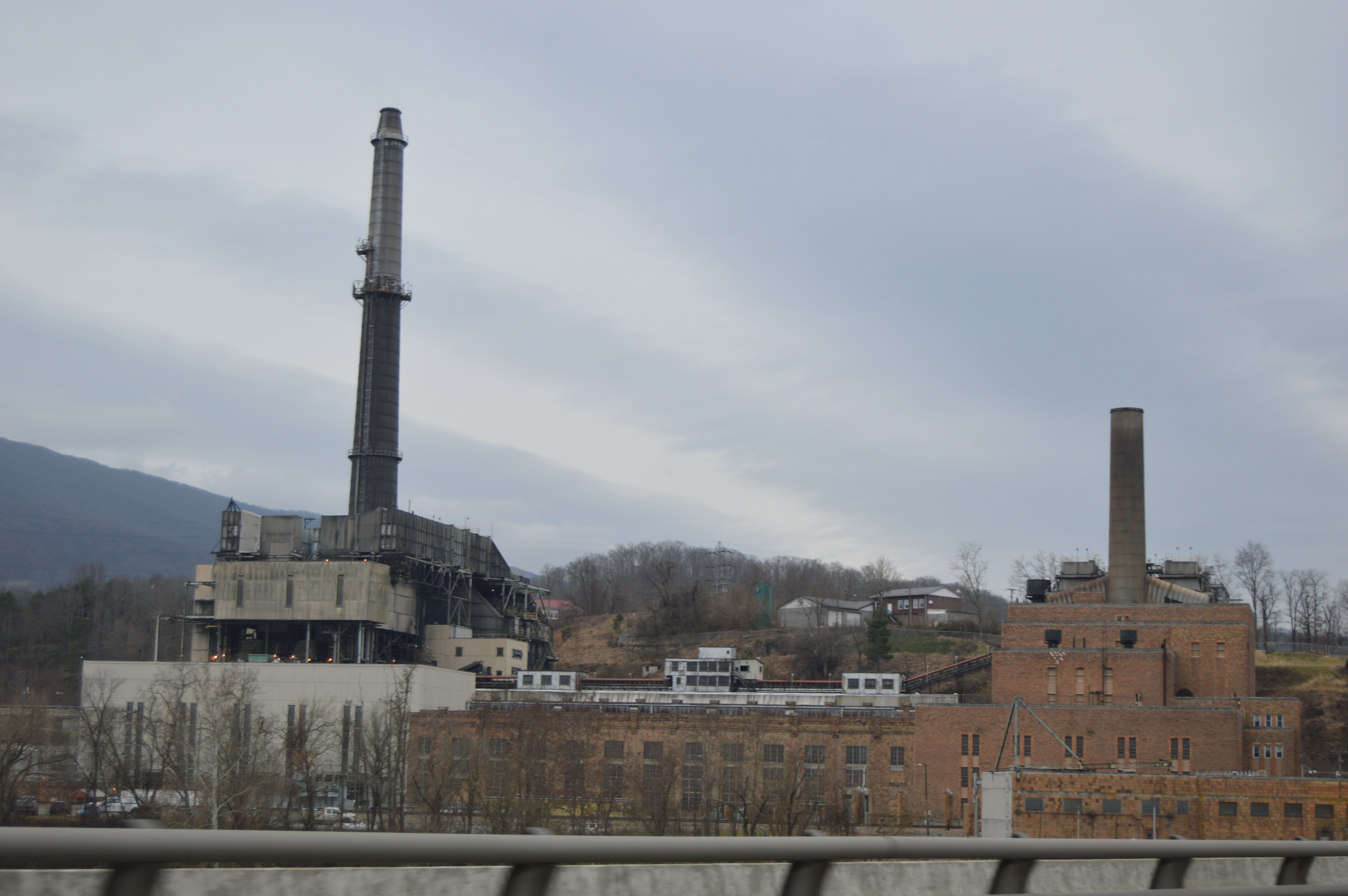
L'usine de Glen Lyn en 2017.

La localité est fondée vers 1780 par John Toney sous le nom de Montreal. Renommée Mouth of East River puis Hell’s Gate, elle adopte son nom actuel en 1883 lors de l'achèvement du Norfolk and Western Railway. Son nom fait référence à sa situation dans un « vallon » (en anglais : glen).
Glen Lyn se développe particulièrement avec l'implantation de l'usine Appalachian Electric Power en 1919, qui multiplie la population locale par huit (de 50 à 400 habitants). L'usine fermera avant de rouvrir ses portes en 2018.